# ترولر رست (کارولینای جنوبی)
ترولر رست(به انگلیسی: Travelers Rest) شهری در ایالت کارولینای جنوبی کشور ایالات متحده آمریکا است که جمعیت آن در سرشماری سال ۲۰۱۰ میلادی، ۴٬۵۷۶ نفر بوده‌است.